# ARD
ARD (Arbeitsgemeinschaft der öffentlich-rechtlichen Rundfunkanstalten der Bundesrepublik Deutschland) er en sammenslutning af offentlige radio- og tv-stationer i forbundsrepublikken Tyskland. 
ARD består af 9 lokale medlemmer og Deutsche Welle (DW) som tiende medlem. DW er en tysk international broadcastingsorganisation for udlandet. Disse 10 medlemmer driver fælles tv- og radioprogrammer. Det mest kendte tv-program fra ARD, også i Danmark, er Das Erste (dansk: det første). Ved siden af Das Erste eksisterer yderligere fælles tv-programmer som for eksempel EinsPlus, Einsfestival, EinsExtra, såvel som deres egne lokale programmer, som ofte i Tyskland blot kaldes Die Dritten (Programme) (dansk: de tredje programmer).
Sammen med det andet tyske tv-program ZDF (Zweites Deutsches Fernsehen) og med radiovirksomheden Deutschlandradio danner ARD det statslige eller offentlige radio og tv i Tyskland.
Medlemmerne af ARD beskæftiger i alt omkring 20.000 fastansatte. 11 tv-programmer og 55 radio-programmer drives af dem. Desuden hører 16 orkestre og 8 kor til ARD. Det samlede budget for stationerne beløber sig til 6,3 milliarder Euro om året. ARD har 100 egne radio- og tv-korrespondenter 30 steder i verden.

## Historie
ARD oprettedes den 5. juni 1950 af 6 lokale radiostationer fra Vesttyskland. Det var BR i Bayern, HR i Hessen, RB i Bremen, SDR og SWF i Sydtyskland og den nordvesttyske NWDR såvel som RIAS Berlin med kun rådgivende stemme. NWDR startede den 25. december 1952 i Hamborg for Nordvesttyskland et tv-program med navnet Deutsches Fernsehen (dansk: tysk fjernsyn). Efter oprettelsen af SFB i Vestberlin og SR i Saarland og efter delingen af det nordvesttyske NWDR i WDR i vest og i den også i Danmark kendte NDR i nord hørte dermed ni medlemmer til ARD. Disse ni stationer drev fra den 1. november 1954 det fælles tv-program Deutsches Fernsehen i hele Vesttyskland. Til ARD kom 1962 radiosenderne DW (Deutsche Welle) og DLF (Deutschlandfunk) og 1992 – efter Tysklands genforening – MDR og ORB i Østtyskland. I 1994 indgik DLF og RIAS i Deutschlandradio – som drives i fællesskab af ARD og ZDF – og forlod sammenslutningen ARD. 
Til sidst fusionerede i 1998 de sydtyske SDR og SWF til SWR såvel som ORB i den østtyske delstat Brandenburg og SFB i Berlin til RBB. Yderligere fusioner er ikke aktuelle, men det vil blive svært for de små stationer SR i Saarland og Radio Bremen (RB) at opretholde deres selvstændighed.

## Medlemmer af ARD

### Aktuelle stationer
| Station                     | Fork. | Hjemsted          | Indtagelse- af gebyrer i 2004 (mio. Euro) | Fastansatte | Stiftelses- år | Sendeområdet                                                                                   |
| --------------------------- | ----- | ----------------- | ----------------------------------------- | ----------- | -------------- | ---------------------------------------------------------------------------------------------- |
| Bayerischer Rundfunk        | BR    | München           | 806                                       | 2893        | 1949           | Bayern                                                                                         |
| Deutsche Welle              | DW    | Bonn              | Finanseres af det offentlige              | 1444        | 1953           | Udland                                                                                         |
| Hessischer Rundfunk         | hr    | Frankfurt am Main | 383                                       | 1900        | 1948           | Hessen                                                                                         |
| Mitteldeutscher Rundfunk    | MDR   | Leipzig           | 561                                       | 2023        | 1991           | Sachsen, Sachsen-Anhalt, Thüringen                                                             |
| Norddeutscher Rundfunk      | NDR   | Hamborg           | 892                                       | 3447        | 1956           | Hamborg, Niedersachsen, Slesvig-Holsten (alle siden 1956), Mecklenburg-Vorpommern (siden 1992) |
| Radio Bremen                | RB    | Bremen            | 41                                        | 300         | 1945           | Bremen                                                                                         |
| Rundfunk Berlin-Brandenburg | RBB   | Berlin, Potsdam   | 340                                       | 1650        | 2003           | Berlin, Brandenburg                                                                            |
| Saarländischer Rundfunk     | SR    | Saarbrücken       | 64                                        | 635         | 1957           | Saarland                                                                                       |
| Südwestrundfunk             | SWR   | Stuttgart         | 922                                       | 3648        | 1998           | Baden-Württemberg, Rheinland-Pfalz                                                             |
| Westdeutscher Rundfunk Köln | WDR   | Köln              | 1067                                      | 4210        | 1956           | Nordrhein-Westfalen                                                                            |

### Tidligere stationer
| Station                           | Fork. | Hjemsted    | Stiftelses- år | Opløsnings- år | Efterfølgeses- station | Sendeområdet                                                                         |
| --------------------------------- | ----- | ----------- | -------------- | -------------- | ---------------------- | ------------------------------------------------------------------------------------ |
| Nordwestdeutscher Rundfunk        | NWDR  | Hamborg     | 1945           | 1955           | NDR, WDR, SFB          | Hamborg, Niedersachsen, Slesvig-Holsten, Nordrhein-Westfalen, Vest-Berlin (til 1954) |
| Süddeutscher Rundfunk             | SDR   | Stuttgart   | 1949           | 1998           | SWR                    | nordlig del af Baden-Württemberg                                                     |
| Südwestfunk                       | SWF   | Baden-Baden | 1946           | 1998           | SWR                    | sydlig del af Baden-Württemberg, Rheinland-Pfalz                                     |
| Sender Freies Berlin              | SFB   | Berlin      | 1954           | 2003           | RBB                    | Berlin (til 1990 kun Vest-Berlin)                                                    |
| Ostdeutscher Rundfunk Brandenburg | ORB   | Potsdam     | 1991           | 2003           | RBB                    | Brandenburg                                                                          |

## Fælles programmer

### Das Erste
Das Erste er et fælles tv-program som drives tilsammen af de 9 lokale offentlige tv-stationer. Tv-programmet med navnet Deutsches Fernsehen (dansk: tysk fjernsyn) ændredes 1984 til Erstes Deutsches Fernsehen (dansk: første tyske fjernsyn) og kaldes siden 1996 blot Das Erste (dansk: det første).

### Yderligere tv-sendere
De tv-stationer af ARD driver også følgende tv-kanaler:
- 3sat, et samarbejde mellem tysksproget offentlige tv-stationer: de tyske ARD og ZDF, schweizisk fjernsyn SF og den østrigske ORF

- ARTE, en tosproget kooperation mellem de tyske ARD og ZDF og den franske ARTE France

- Phoenix, et samarbejde mellem ARD, varetaget af det vesttyske WDR, og det andet tyske tv-program ZDF

- KI.KA (Fork. for Kinderkanal), en tv-kanal for børn af ARD og ZDF

- FUNK, et samarbejde mellem ARD, varetaget af den sydvestlige tyske SWR, og det andet tyske tv-program ZDF

- DW-TV, et internationalt tv-program, produceret af det tiende medlem af ARD, Deutsche Welle, for udlandet

### Radio
- ARD-Nachtexpress, ARD-Nachtkonzert og ARD-Popnacht er tre radio-natprogrammer af ARD

- DW-Radio, et internationalt radio-program, produceret af Deutsche Welle

- Deutschlandradio (Tyskland Radio), en offentlig tysk medievirksomhed af ARD og ZDF som formidler informationer via tre radiokanaler: Deutschlandradio Kultur (kultur), DRadio Wissen og Deutschlandfunk (information)

## Ekstern henvisning
- Wikimedia Commons har flere filer relateret til ARD
- ARD.de Arkiveret 31. januar 2012 hos  Wayback Machine

1. ↑  Navnet er anført på bokmål og stammer fra Wikidata hvor navnet endnu ikke findes på dansk.